# Kloster Dietfurt

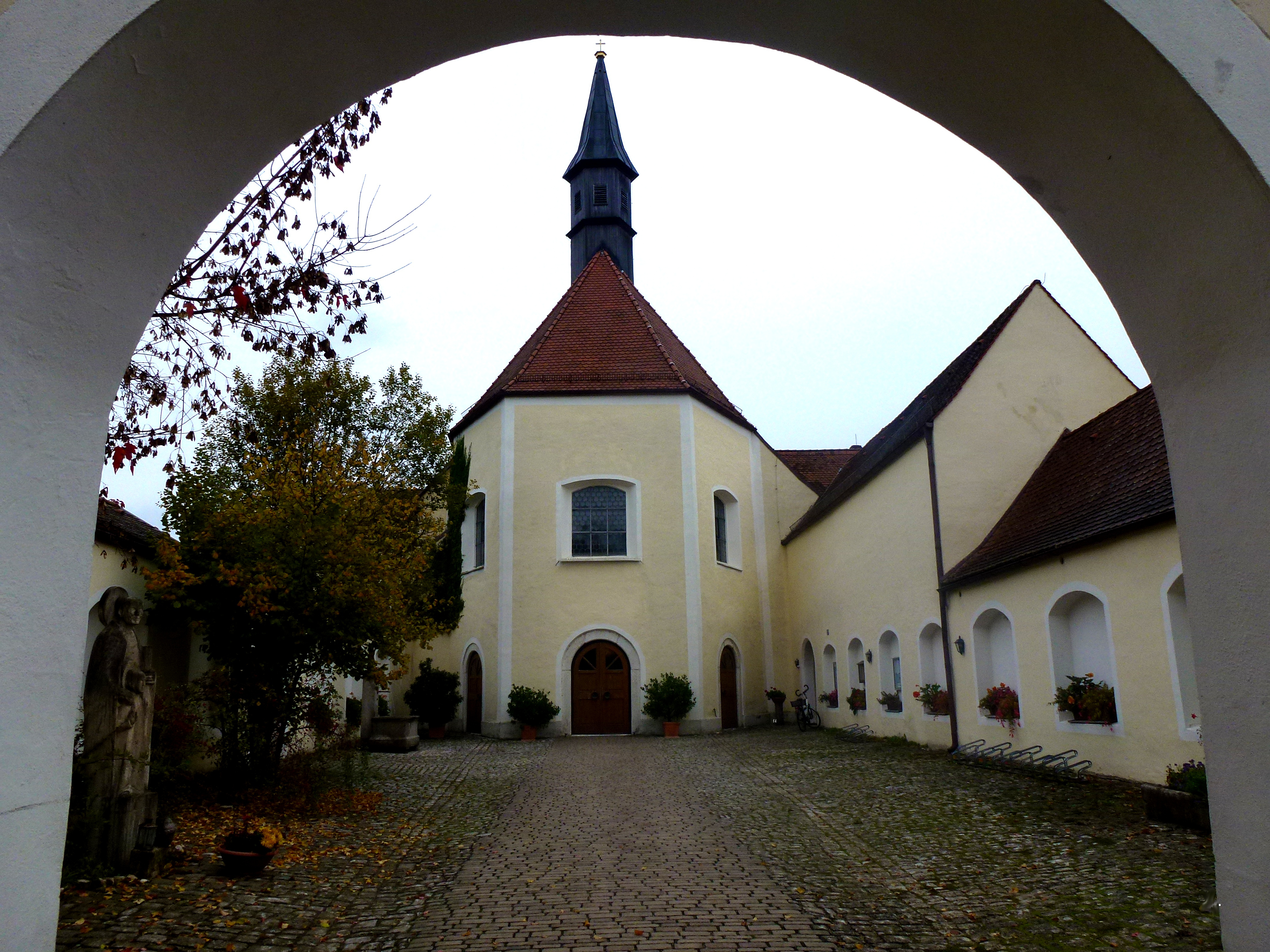
Klosterkirche

Das Kloster Dietfurt  ist ein Kloster der Franziskaner-Observanten in Dietfurt an der Altmühl in Bayern in der Diözese Eichstätt.

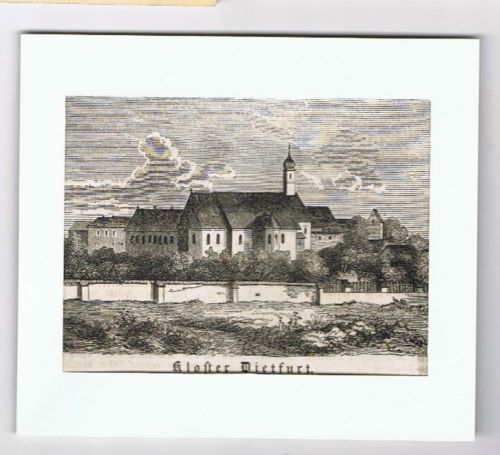
Franziskanerkloster Dietfurt (Holzstich um 1880)

## Geschichte
Das Kloster wurde 1660 gegründet, nachdem der Dietfurter Gastwirt und Bürgermeister Johann Huebmer den Franziskanern 1658 den Franziskanern einen Garten zum Klosterbau geschenkt hatte. Am 11. September 1660 war die Grundsteinlegung, 1665 war der Klosterbau fertig, und die ersten Brüder zogen ein. 1667 war die Kirche im Barockstil vollendet und wurde am  3. Juli 1667 vom Fürstbischof Marquard II. von Eichstätt geweiht; sie trägt das Patrozinium des heiligen Evangelisten Johannes. Kirche und Kloster wurden von dem Franziskaner und Maurermeister Bruder Hugolin Partenhauser erbaut. Das Kloster gehörte zur Bayerischen Franziskanerprovinz Bavaria.
Ab 1715 war Dietfurt das Noviziatskloster der bayerischen Franziskaner; dafür wurde ein Trakt entlang der Laaber an das Konventsgebäude angebaut. 1717 entstand die Antoniuskapelle, 1766/67 wurde die zu klein gewordene Kirche an der Portal-Seite verlängert und daneben die Bibliothek angebaut.
1802 wurde das Dietfurter Kloster im Zuge der Säkularisation wie alle bayerischen Klöster von der bayerischen Regierung aufgelöst, jedoch wurde es zum Zentral- oder Aussterbekloster bestimmt, das die Franziskaner der bayerischen Klöster aufnehmen sollte, die nicht anderweitig unterkamen.
Eine Abordnung Dietfurter Bürger erreichte bei König Ludwig I. nach seiner Thronbesteigung 1825 die Zusicherung, dass das Kloster weiterbestehen könne. Am 20. Juni 1827 wurde das Kloster wiedererrichtet, ab 27. Juni wurden „unter großem Zulauf des Volkes“ vier Novizen eingekleidet.
1846 wurde der Kloster-Friedhof errichtet. Von 1873 bis 1875 fand eine gründliche Innenrenovierung der Kirche statt; in den barocken Raum kamen Altäre und Kanzel im neuromanischen und Gemälde im Nazarener-Stil. 1926 entstand im Garten ein neues Noviziatshaus, 1976–1978 neben dem Konventsgebäude das Meditationshaus. 1963/64 wurde die Kirche renoviert. Seit 2010, nach der Fusion der deutschen Provinzen, gehört der Konvent zur Deutschen Franziskanerprovinz Germania.

## Orgel in der Klosterkirche
Die Orgel mit 22 Registern auf zwei Manualen und Pedal wurde im Jahr 1961 von Eduard Hirnschrodt neu gebaut. Die Disposition lautet:
| I Hauptwerk  |       |
| Weidenpfeife | 8′    |
| Principal    | 8′    |
| Nachthorn    | 4′    |
| Oktave       | 4′    |
| Waldflöte    | 2′    |
| Mixtur V–VI  | 1 ⁄3′ |
| Trompete     | 8′    |

| II Schwellwerk       |       |
| Gedackt              | 8′    |
| Quintatön            | 8′    |
| Holzflöte            | 4′    |
| Ital. Principal      | 4′    |
| Harfenprincipal      | 2′    |
| Sifflöte             | 1 ⁄3′ |
| Pfeiflein            | 1′    |
| Scharffcymbel III–IV |       |
| Oboe                 | 8′    |

| Pedal         |       |
| Subbaß        | 16′   |
| Zartbaß       | 16′   |
| Baßflöte      | 8′    |
| Oktavbaß      | 8′    |
| Choralbaß     | 4′    |
| Rauschbaß III | 2 ⁄3′ |

- Koppeln: II/I, I/P, II/P
- Spielhilfen: 2 freie Kombinationen, Pianopedal, Crescendo, Crescendo ab, Tutti, Zungen ab
- Bemerkungen: Kegellade, elektrische Spiel- und Registertraktur

## Zen-Kloster
Seit 1977 besteht beim Kloster unter Leitung der Franziskaner das Dietfurter Meditationshaus St. Franziskus, in dem Anleitungen zur Zen-Meditation gegeben werden. Träger ist die Deutsche Franziskanerprovinz. Zen-Meister und Pater Hugo Makibi Enomiya-Lassalle SJ (1898–1990) und dem Mitgründer Pater Victor Löw OFM († 1994) ging es bei der Gründung um den Versuch einer tieferen Durchdringung von Zen und Mystik in christlichen und außerchristlichen Erfahrungen und um das Bestreben, die Einheit des Weges als „christlichen Zen“ über Meditationskurse zu vermitteln. Das Meditationshaus Kloster Dietfurt gilt als das älteste „christliche Zen-Kloster“ im deutschsprachigen Raum.

## Ölbergspiele
In der Fastenzeit wird das Kloster wegen seines wöchentlichen Ölbergspiels („Heiliges Spiel von der Todesangst Jesu Christi“) von zahlreichen Touristen und Pilgern aufgesucht. Die Geschichte des Spiels geht bis ins Jahr 1680 zurück.